# Suurisaari (ö i Finland, Kymmenedalen, Kotka-Fredrikshamn)
Suurisaari är en ö i Finland. Den ligger i sjön Suurijärvi och i kommunen Miehikkälä i den ekonomiska regionen  Kotka-Fredrikshamn  och landskapet Kymmenedalen, i den södra delen av landet, 170 km öster om huvudstaden Helsingfors. Öns area är 0,6 hektar och dess största längd är 160 meter i nord-sydlig riktning.